# Парадокс Алголя

Схематичне зображення еволюції зір у тісній подвійній системі з обміном речовиною між ними

Парадо́кс Алго́ля — ситуація в подвійній системі, коли зоря, яка має меншу масу, перебуває на пізнішій стадії еволюції, аніж зоря з більшою масою. Назва явища походить від назви зорі Алголь, де парадокс було вперше виявлено. 

## Суть парадоксу
Згідно з теорією еволюції зір, чим більша маса зорі, тим менший час її перебування на головній послідовності. Тому масивніша зоря подвійної системи має залишити головну послідовність першою. Однак у системі Алголя, де парадокс було вперше виявлено, зоря більшої маси ще перебуває на головній послідовності, тоді як зоря меншої маси вже залишила її й на діаграмі Герцшпрунга — Рассела перейшла на відгалуження субгігантів. 

## Пояснення парадоксу
Ключ до розв'язку парадокса запропонував американський астрофізик Крауфорд (англ. Crawford, John Avery).
Парадокс пояснюють обміном речовиною між зорями в тісній подвійній системі. Масивніша зоря системи першою залишає головну послідовність та перетворюється на гіганта, її радіус значно збільшується. Якщо відстань між компонентами системи не дуже велика, то зоря заповнює свою порожнину Роша й її речовина через внутрішню точку Лагранжа починає перетікати на супутник. Масивніша зоря втрачає масу, а менш масивна — збільшує. Унаслідок перетікання значної кількості речовини співвідношення мас у подвійній системі може змінитися на зворотне, що й спостерігається в системі Алголя.